# Marcgravia nervosa
Marcgravia nervosa är en tvåhjärtbladig växtart som beskrevs av José Jéronimo Triana och Planch. Marcgravia nervosa ingår i släktet Marcgravia och familjen Marcgraviaceae. Inga underarter finns listade i Catalogue of Life.